# Elecciones presidenciales de Venezuela de 1857
Las elecciones presidenciales de Venezuela de 1857 fueron realizadas por el Congreso de la República en vista de la reforma a la constitución llevada a cabo por el presidente José Tadeo Monagas, estas elecciones fueron realizadas el 20 de abril del mismo año en la cual fue el reelegido como presidente con 117 votos lo que representa un 95,90 % del total de los votos.

## Antecedentes

### Mensaje al Congreso
Durante el gobierno de José Tadeo Monagas este expresa en enero ante el Congreso de la República una crítica hacia la Constitución de 1830 al asegurar que esté complica el sistema central y federal imperante a lo cual calificó que únicamente beneficiaba al centralismo a costa de la autonomía federal de los Estados y municipios del país.  
En aquel mensaje el general Monagas propone la reforma a la Constitución por una más federal y que desarrolle la autonomía en el país, finalizando con 

«Tengo la convicción profunda de que Colombia será. No quebrantan los obstáculos la firmeza de mi fe. No desistiremos de una idea que encuentra eco en todos los corazones. Aun cuando se aunasen contra ella intereses poderosos, su realización es una necesidad del patriotismo, que arrastrará los Estados colombianos a la unión en que estriba su porvenir».

### Reforma constitucional
Aquel mismo día el 24 de enero de 1857  Senado procedió a nombrar una comisión encargada del proyecto de constitución, integrada principalmente por Antonio Parejo, Rafael Arvelo, Pascual Casanova, Guillermo Tell Villegas, Tomás Paz Castillo, Juan Vicente González. A la vez la Cámara de Representantes nombró su propia comisión siendo escogidos a Juan Martínez, Juan N. Orta, Jesús M. Blanco, comandante Tiburcio Troconis, Antonio María Salom y Pbro. Luis María Ugarte.
El 18 de marzo se presenta ante el Congreso de la República el proyecto de Constitución que consta de 131 artículos, entre las disposiciones transitorias se encontraban la facultad del Congreso de elegir al próximo presidente y vicepresidente, la extensión del período presidencial a 6 años y la creación del Poder Municipal. Finalmente el proyecto fue discutido y aprobado el 16 de abril siendo promulgado finalmente el 18 del mismo mes.

## Elección
Bajo la acatación y el cumplimiento del llamado a elecciones con la nueva promulgación de la constitución, el congreso fue el encargado de llevarlas a cabo el 20 de abril de 1857 en las cuales participaron como candidatos el presidente José Tadeo Monagas que buscaba la reelección y el general Bartolomé Salom. Realizadas los votos en el congreso dio como resultado 117 votos a favor de Monagas 2 votos por Salom y un voto respectivamente para Francisco Conde, Juan José Flores y Juan Crisóstomo Falcón.
Para la elección de vicepresidente se nombró al coronel Francisco Oriach, por 107 votos contra 8 que favorecieron a Francisco Conde. Asimismo el nuevo Gabinete quedó integrado por Rafael Arvelo, secretaría del Interior y Justicia; Jacinto Gutiérrez, secretaría de Hacienda, y el general Carlos L. Castelli, en la secretaría de Guerra y Marina. Todos los gobernadores de provincias fueron a su vez ratificados en sus puestos.

## Consecuencias y hechos posteriores
El recién presidente reelecto José Tadeo Monagas fue tomado bajo juramento por el congreso presidido por Jesús María Paúl el 23 de abril para dar inicio a su nuevo periodo constitucional de 6 años (1857-1863).
Finalizada la lección del presidente Monagas y la promulgación de la nueva constitución, esto trajo consigo un descontento generalizado dentro de la sociedad, respectivamente tanto para los conservadores recelosos por los cambios hechos por el gobierno de Monagas y también para los liberales que veían en él un establecimiento de la autocracia por parte del presidente desde la anterior elección de su hermano José Gregorio Monagas.
Todo esto trajo consigo la posterior Revolución de Marzo liderada por Julián Castro que logró de poner y obligar al presidente Monagas a renunciar al perder el apoyo del Congreso.